# Estación Bello (Metro de Medellín)
La Estación Bello es la segunda estación del Metro de Medellín de la línea A (de norte a sur). Se encuentra en el centro del municipio de Bello, la segunda ciudad en población después de Medellín dentro del Área Metropolitana. 
La estación es un punto de acceso a los barrios centrales de la ciudad y está ubicada en un sitio de enorme significado histórico de esta región del Valle de Aburrá: la antigua Estación Férrea de Bello de los Ferrocarril de Antioquia y de antiguas y tradicionales fábricas textiles que dieron a Antioquia la importancia económica y de producción que tiene.  
La ciudad de Bello es además una ciudad con un importante y significativo aporte de mano de obra dentro de la dinámica económica del Área Metropolitana de Medellín. La antigua vereda de arrieros pasó en pocas décadas a ser una de las ciudades de más rápido crecimiento urbano en el país y la que mayor mano de obra aporta a la fuerza de producción antioqueña. Dicho contexto hace que el Metro de Medellín tenga un enorme significado para el desarrollo de la ciudad  y es por lo mismo que cuenta con tres estaciones y con perspectivas a tener otras líneas.

## Descripción
La estación está ubicada en las inmediaciones de la que fuera la Estación Bello de los Ferrocarriles Nacionales y de un sector de antiguas fábricas. Desde la Estación llegan y salen rutas de transporte urbano hacia diferentes sectores de la ciudad, especialmente de su área céntrica hacia el occidente. Es por medio de esta Estación que se puede acceder a la Casa Museo de Marco Fidel Suárez, Presidente de Colombia y escritor, así como al antiguo cementerio de Bello en el barrio Pérez y al Parque de Bello con sus dos iglesias de invaluable valor arquitectónico e histórico.
La estación Bello tiene una longitud de 142 metros y un ancho de 6.5 metros, para un total de 923 m². Por esta estación transitan en promedio, 31 000 usuarios diariamente.

## Diagrama de la estación
| NIVEL 2          |                                                                        |     |
| Salida / Entrada |                                                                        |     |
|                  |                                                                        |     |
| SUELO            |                                                                        |     |
| Norte            | ← hacia Estación Niquía (Terminal)                                     | Sur |
|                  | Plataforma central, las puertas se abren a la derecha y a la izquierda |     |
| Norte            | → hacia Estación Madera (Estación La Estrella )                        | Sur |
|                  |                                                                        |     |

## Horario
| Horarios de estación                  | Lunes a viernes | Sábado | Domingo y festivos |
| ------------------------------------- | --------------- | ------ | ------------------ |
| Primer tren con dirección Niquía      | 04:43           | 04:43  | 05:14              |
| Primer tren con dirección La Estrella | 04:19           | 04:19  | 04:50              |
| Último tren con dirección Niquía      | 23:20           | 23:20  | 22:37              |
| Último tren con dirección La Estrella | 22:44           | 22:44  | 22:03              |

## Rutas integradas
| RUTA | NOMBRE                            | DESTINO           |
| ---- | --------------------------------- | ----------------- |
| 1006 | Mirador - 5ta Etapa               | mirador 5ta etapa |
| 1007 | Peña Verde - Villas de Comfenalco | peña verde        |
| 1008 | Trapiche - El Salado              | el trapiche       |
| 1009 | Mirador - Pachelly - Araucarias   | pachelly          |
| 1010 | San Martín - Bellavista           | san martin        |
| 1012 | Tierradentro - Bellavista         | tierra adentro    |
| 1013 | Villa Linda - Bellavista          | villa linda       |
| 1020 | Cumbre - Carmelo                  | carmelo           |
| 1022 | Barrio Pérez - Comfama            | barrio perez      |
| 1023 | Santa Ana - Búcaros               | santa ana         |
| 1024 | Barrio Pérez - Potrerito          | potreritos        |
| 1025 | Rosalpi - Vereda Hatoviejo        | hato viejo        |

## Sitios importantes cercanos
- Museo Choza Marco Fidel Suárez
- Sede Administrativa del Metro de Medellín
- ESE Hospital Marco Fidel Suárez